# Wetenschappelijke notatie (muziek)
- Noten in de gebruikelijke muzieknotatie in een notenbalk.
- In de wetenschappelijke notatie.
- De bijbehorende namen van de octaven.[noot 1]

De wetenschappelijke notatie of musicologische notatie is een schrijfwijze voor de tonen van muziek. Hiermee is het mogelijk om namen van tonen, inclusief hun octaaf, ondubbelzinnig in lopende tekst te beschrijven. Daarbij is geen notenbalk nodig.
De wetenschappelijke notatie beschrijft alleen tonen. Er zijn geen aanduidingen voor bijvoorbeeld de duur van tonen en fraseringen. 
Verwant is het begrip wetenschappelijke toonhoogte. Dat geeft de frequentie van een toon aan.

## Schrijfwijze
Een toon wordt beschreven door een van de letters C, D, E, F, G, A en B, eventueel een wijzigingsteken en een nummer. Het nummer geeft het octaaf van de toon aan. Het octaaf dat met 0 wordt aangeduid is het subcontra octaaf, het octaaf dat met 8 wordt aangeduid is het vijfgestreept octaaf.
De tonen in bijvoorbeeld het contra octaaf zijn C1, D1, E1, F1, G1, A1 en B1.
Voorbeelden van namen van tonen met een  kruis en een mol zijn F#4 en Eb3.

## Andere systemen voor muzieknotatie
Er zijn ook andere conventies voor het noteren van de muzieknoten.
- De Helmholtz-Ellisnotatie is een notatiesysteem met veel wijzigingstekens. Het geeft octaven weer met komma's en apostrofs, en hoofd- en kleine letters.
- Notatiesystemen voor invoer in muzieknotatiesoftware.
  - De LilyPond-notatie.
  - De ABC-notatie die werd ontwikkeld door Chris Walshaw tussen 1992 en 1994. De ABC-notatie biedt ook de mogelijkheid om de duur van tonen weer te geven.
- Bestandsformaten voor import en export muziek uit bijvoorbeeld muzieknotatieprogramma's
  - MusicXML, een open standaard.[2]
  - Musical Instrument Digital Interface (MIDI), wat bijvoorbeeld gebruikt kan worden als invoer voor synthesizers. De MIDI-bestandsindeling biedt ook mogelijkheden om de duur van de tonen en de frasering aan te geven.

## Voetnoten
1. 1 2  Octaven geven hier geen interval aan, maar een bereik. Octaven die een bereik aangeven beginnen altijd met de noot c. De noten in bijvoorbeeld het subcontra octaaf zijn dus, in wetenschappelijke notatie: C0 D0 E0 F0 G0 A0 en B0
2. ↑  De wetenschappelijke notatie wordt ook aangeduid met wetenschappelijke toonhoogtenotatie. In Engelstalige literatuur is is deze notatie bekend als scientific pitch notation (SPN), international pitch notation (IPN) en American standard pitch notation (ASPN).

## Verwijzing
1. ↑  (en) Blood, Brian, Scientific Pitch Notation/Note-Octave Notation/American Standard. Dolmetsch on line (6 juli 2020). Gearchiveerd op 7 juni 2021. Geraadpleegd op 8 april 2022.
2. ↑  (en) Music notation cummunity group, Music notation community group. Geraadpleegd op 16 september 2022.